# جیمز دوین
جیمز دوین (James Duane)‏ (۶ فوریه ۱۷۳۳ - فوریه ۱۷۹۷)، از پدران بنیانگذار آمریکا، دادگستر، حقوقدان و رهبر انقلابی آمریکا از ایالت نیویورک بود. وی به‌عنوان نماینده در نخستین کنگره قاره‌ای، دومین کنگره قاره‌ای و کنگره کنفدارسیون، سناتور ایالت نیویورک، چهل و چهارمین شهردار نیویورک سیتی، نخستین شهردار نیویورک پسا استعمار و قاضی حوزه‌ای ایالات متحده آمریکا در دادگاه حوزوی، حوزهٔ نیویورک ایالات متحده آمریکا، خدمت کرد. دوین یکی از امضاءکنندگان مجلس قاره‌ای و اصول کنفدراسیون بود.

## اویل زندگی
دوین در ۶ فوریه ۱۷۳۳ در نیویورک سیتی در ایالت نیویورک در خانوادهٔ آنتونی دوین و همسر دوم او آلته کتالتاس متولد شد. آنتونی دوین یک مرد ایرلندی پروتستانت از شهرستان گالوی بود که بار اول در سال ۱۶۹۸ به‌عنوان ستوان نیروی دریایی سلطنتی به نیویورک آمد. در سال ۱۷۰۲ آنتونی دوین به منظور ازدواج با اوا بنسون دختر دریک بنسون یک تاجر محلی، نیروهای دریایی را ترک نمود. آن‌ها دو پسر به‌نام‌های ابراهام و کارنیلئوس داشتند. دوین پیشرفت نمود و به منظور سرمایه‌گذاری، اجازه و توسعه آینده، زمین خریداری نمود. بعد از مرگ خانم‌اش، آنتونی با آلته کتالتاس (هتلتاس) دختر یک تاجر ثروتمند هلندی ازدواج کرد. در زمان تولد جیمز، پدرش به یک مهاجر ثروتمند مستعمراتی تبدیل شده بود.
مادر دوین در سال ۱۷۳۶ درگذشت و پدرش برای سومین بار در سال ۱۷۴۱ با مارگارت ریکن (رایکن) ازدواج نمود. بعد از مرگ آنتونی در سال ۱۷۴۷، جیمز ولی رابرت لیوینگستون، سومین لارد مانور لیوینگستون شد و در آنجا تحصیلات ابتدایی خویش را تکمیل نمود.

## حرفه
دوین دورس مقدماتی و قانون خواندن را همراه با جیمز الکساندر در سال ۱۷۵۴ تکمیل نمود. وی تسلط شگفت‌انگیزی بر قانون داشت و در ۳ اوت ۱۷۵۴ وارد کانون وکلا شد. او زمانی‌که منشی دادگاه عالی نیویورک شد، از۱۷۵۴ تا ۱۷۶۲ در نیویورک به کارهای وکالت خصوصی پرداخت.
دوین قبل از برگشت به وکالت‌اش در شهر نیویورک در سال‌های۱۷۷۴ و ۱۷۷۵ در نیویورک سیتی، در سال ۱۷۶۷ سرپرست دادستانی کل ایالت نیویورک و در سال ۱۷۶۸ (و مجدداً در سال ۱۷۸۴) کمیسر مرزی بود. او نماینده کنوانسیون نیویورک بود که در سال ۱۷۸۸ قانون اساسی ایالات متحده آمریکا را تصویب کرد. دوین عضو حزب فدرالیست بود.

### وکالت و سایر فعالیت‌ها
در دعوی حقوقی خیلی‌ها محفوظ کلیسای ترینتی که توسط آنیک جانز به محکمه پیشکش و ادعای مالکیت قانونی بر بیشترین قسمت‌های منتهتان پائین، محدودهٔ که توسط ولی‌عهد برتانیا به کلیسا وقف شده بود، را نموده بود، دوین وکیل کلیسای ترینتی بود.
در اوایل دهه ۱۷۷۰ دوین از وکالت خویش ۱٬۴۰۰ پوند درآمد داشت. در اوج موفقیت‌اش، دوین یک خانه در منتهتان، یکی در ایالت و یک ملک به مساحت ۳۶٬۰۰۰ جریب (۱۵٬۰۰۰ هکتار) در نزدیکی سکنکتدی نیویورک و ۲۵۳ مستأجر داشت. او یکی از متصدیان امور مالی و اداری کلیسای ترینتی بود، به‌عنوان یکی از نُه متولیان کلیسا در جریان یک بحران پس از جنگ در رابطه با آموزه‌های محافظه‌کارانه کلیسا منصوب شد و همچنین یکی از متولیان کالج شاهی قدیم و دانشگاه کلمبیای امروزی، بود.
دوین در سال ۱۷۶۱ مزرعه‌ای را بنام کرام میسجی («چاقوی کج») اشاره به یک نهر کوچک که به دریای شرقی می‌ریزد، از جیرادوس ستایوینسنت خریداری نمود. او این مزرعه را «صندلی گریمرسی» نام‌گذاری نمود. علاوه بر مزرعه، دوین همچنین خانه‌ای در جاده شاهی (که بعداً به جادهٔ کاج تغییر نام یافت)، داشت. در سال ۱۷۶۵ حق انحصاری ثبت زمین در شهرستان اسکنکتدی که بعداً به شهرستان دانسبورگ تبدیل شد، به وی اعطا شد.
دوین همراه با دوست دوران کودکی‌اش به‌نام جمیز. د لینزی یکی از مالکین سوسیال براو بود، منطقه‌ای واقع در دو طرف اوتر کریک در شهرستان فعلی پتسفورد و راتلند ورمونت که در سال ۱۷۷۱ از طریق واگذاری آن را به‌دست‌آورد.

### انقلاب آمریکا
دوین ار لحاظ سیاسی محافظه کار بود. تا قبل از ازدواج‌اش با مری لوینگستون، عضو جناح سیاسی جیمز. د. لینزی و مخالف سیاست‌های ولی‌عهد بود اما استفاده از خشونت توده مردم را برای اعتراض در برابر اقدامات بریتانیایی تأیید نکرد. تلاش‌های او برای حمایت از مقاومت منجر به گزیشن او و سایرین به نمایندگی از نیویورک در جلسات قاره‌ای در فیلادلفیا گردید. وی در هر دو سمت به فعالیت خود ادامه داد.
دوین نماینده نخستین کنگره قاره‌ای بود که در خزان سال ۱۷۷۴ در واکنش به محاصره بندرگاه بوستون توسط نیروهای بریتانیایی و تصویب مصوبه‌های تحمل ناپذیر توسط پارلمان در عکس‌العمل به جنبش چای بوستون سال ۱۷۷۳، برگزار شده بود. او یکی از جمله کسانی بود که متمایل به مصالحه با بریتانیا بود و طرح اتحادیه گالوی را حمایت نمود که اکثریت نمایندگان آن را رد نمودند. به‌محض برگشت‌اش به نیویورک به کمیته شصت معرفی شد، این کمیته در سال ۱۷۷۵ در شهر و شهرستان نیویورک (منهتن نیویورک سیتی) به منظور وارسی از اجرای تحریم کالاهای بریتانیایی توسط مجلس قاره‌ای که توسط نخستین کنگره قاره‌ای تصویب شده بود، تشکیل شد.
وی یکی از نمایندگان کنواسنیون ایالتی که در ۲۰ آوریل ۱۷۷۵ در شهر نیویورک برگزار شده بود که نمایندگان برای دومین کنگره قاره‌ای انتخاب شده بودند. این کنوانسیون متشکل از نمایندگان کنگره اول و همچنین پنج عضو جدید که محدودهٔ صلاحیت کنوانسیون ایالتی خارج از انتخاب نماینده نبود که در ۲۲ آوریل یک روز قبل از مواصلت خبرهای نبردهای لکسینگتون و کنکورد پراگنده شدند. دومین کنگره قاره‌ای نخستین جلسه خویش را در تاریخ ۱۰ مه برگزار نمود. دوین از ۱۷۷۵ الی ۱۷۸۱ به‌عنوان نماینده در کنگره قاره‌ای خدمت نمود. الکساندر همیلتون دستیار سرتیپ جورج واشینگتن با نوشتن نامهٔ از دوین خواست تا به‌خاطر تسریع تدارکات کنگره را فراخواند.
در ۱ مه ۱۷۷۵ کمیته صد با نمایندگاه بیشتر، جایگزین کمیته شصت شد. این کمیته هنوز هم خود را به ولیعهد وفادار می‌دانست ولی با قوانین پارلمان بریتانیای کبیر مخالفت می‌کرد و آن را در تضاد با قانون اساسی می‌دانست به این دلیل که مستعمرات در آن نمایندگی نداشتند. کنگره قاره‌ای نیویورک که نخستین جلسه آن در ۲۳ مه ۱۷۷۵ تشکیل شد، به‌طور رسمی جانشین کمیته صد شد. دوین علی‌رغم ملاحظاتی که در ابتداء در قبال استقلال داشت، بعداً از اعلامیه استقلال حمایت نمود. از آنجائیکه دوین مصروف خدمت در کنگره ایالتی بود، در فیلادلفیا موجود نبود تا اعلامیه استقلال را امضاء نماید.

## ارجاعات
1. ↑  "Finding aid to the Duane Family and Duanesburg Patent Land Papers, 1734–1835". New York State Library. Retrieved September 4, 2012.
2. ↑  Burrows & Wallace (1999), p. 221
3. ↑  "Robert Livingston, Jr. (1708-1790)". nyhistory.org. New-York Historical Society. Retrieved 25 July 2019.
4. ↑  Lamb, Martha Joanna; Harrison, Mrs Burton (2005). History of the City of New York: Its Origin, Rise, and Progress (به انگلیسی). Cosimo, Inc. p. 701. ISBN 978-1-59605-284-0.
5. ↑  "James Duane", Historical Society of the New York Courts
6. ↑  James Duane در  فهرست زندگی‌نامه‌ای قضات فدرال، منتشرشده توسط مرکز قضایی فدرال (در مالکیت عمومی).
7. ↑  Vorhees, David William. "Duane, James" in الگو:Cite enc-nyc2, p. 380
8. ↑  جیمز دوین در دایرکتوری زندگی‌نامه‌ای کنگره ایالات متحده
9. ↑  Burrows & Wallace (1999), p. 269
10. ↑  Pine, John B., "Gramercy Park", Valentine's Manual of Old New York, No. 4, (Henry Collins Browne, ed.), New York. Valentine's Manual Inc., 1920, p. 194  This article incorporates text from this source, which is in the public domain.
11. ↑  Flick, Alexander Clarence. New York History: Quarterly Journal of the New York State Historical Association, 1999, Volume 80; Volume 97, p. 197
12. ↑  New-York, Committee of Correspondence. "The new Committee of Sixty elected", American Archives Series 4, Volume 1, P. 330, Northern Illinois University Libraries
13. ↑  "Alexander Hamilton to James Duane, 14 May 1780", Gilder Lehrman Institute of American History